# 1974年ウィンブルドン選手権
1974年 ウィンブルドン選手権（1974ねんウィンブルドンせんしゅけん、The Championships, Wimbledon 1974）は、イギリス・ロンドン郊外にある「オールイングランド・ローンテニス・アンド・クローケー・クラブ」にて、1974年6月24日から7月6日にかけて開催された。

## 大会の流れ
- 男子シングルスは「128名」の選手による通常の7回戦制で行われた。シード選手は12名。
- 女子シングルスは「96名」の選手による7回戦制で行われ、32名の選手は「1回戦不戦勝」（抽選表では“Bye”と表示）があった。シード選手は8名。シード選手でも、1回戦から出場した人と、2回戦から登場した人がいる。2回戦から登場した選手が初戦敗退の場合は「2回戦＝初戦」と表記する。

## シード選手

### 男子シングルス
1. ジョン・ニューカム　（ベスト8）
2. イリ・ナスターゼ　（4回戦）
3. ジミー・コナーズ　（初優勝）
4. スタン・スミス　（ベスト4）
5. ビョルン・ボルグ　（3回戦）
6. ヤン・コデシュ　（ベスト8）
7. トム・オッカー　（4回戦）
8. アーサー・アッシュ　（3回戦）
9. ケン・ローズウォール　（準優勝）
10. アレックス・メトレベリ　（ベスト8）
11. トム・ゴーマン　（4回戦）
12. マニュエル・オランテス　（4回戦）

### 女子シングルス
1. ビリー・ジーン・キング　（ベスト8）
2. クリス・エバート　（初優勝）
3. イボンヌ・グーラゴング　（ベスト8）
4. ロージー・カザルス　（4回戦）
5. バージニア・ウェード　（ベスト4）
6. ケリー・メルビル　（ベスト4）
7. ナンシー・グンター　（大会開始前に棄権）
8. オルガ・モロゾワ　（準優勝）

## 大会経過

### 男子シングルス
準々決勝
- ケン・ローズウォール vs.  ジョン・ニューカム　6-1, 1-6, 6-0, 7-5
- スタン・スミス vs.  イスマイル・エル・シャフェイ　9-8, 7-5, 6-8, 7-5
- ジミー・コナーズ vs.  ヤン・コデシュ　3-6, 6-3, 6-3, 6-8, 6-3
- ディック・ストックトン vs.  アレックス・メトレベリ　6-4, 7-5, 6-1

準決勝
- ケン・ローズウォール vs.  スタン・スミス　6-8, 4-6, 9-8, 6-1, 6-3
- ジミー・コナーズ vs.  ディック・ストックトン　4-6, 6-2, 6-3, 6-4

### 女子シングルス
準々決勝
- オルガ・モロゾワ vs.  ビリー・ジーン・キング　7-5, 6-2
- バージニア・ウェード vs.  リンキー・ボショフ　6-3, 6-2
- ケリー・メルビル vs.  イボンヌ・グーラゴング　9-7, 1-6, 6-2
- クリス・エバート vs.  ヘルガ・マストホフ　6-4, 6-2

準決勝
- オルガ・モロゾワ vs.  バージニア・ウェード　1-6, 7-5, 6-4
- クリス・エバート vs.  ケリー・メルビル　6-2, 6-3

## 決勝戦の結果
男子シングルス
- ジミー・コナーズ vs.  ケン・ローズウォール　6-1, 6-1, 6-4

女子シングルス
- クリス・エバート vs.  オルガ・モロゾワ　6-0, 6-4

男子ダブルス
- ジョン・ニューカム＆ トニー・ローチ vs.  スタン・スミス＆ ボブ・ルッツ　8-6, 6-4, 6-4

女子ダブルス
- イボンヌ・グーラゴング＆ ペギー・ミシェル vs.  ヘレン・グーレイ＆ カレン・クランツケ　2-6, 6-4, 6-3

混合ダブルス
- オーウェン・デビッドソン＆ ビリー・ジーン・キング vs.  マーク・ファレル＆ レスリー・チャールズ　6-3, 9-7

## みどころ
- 女子シングルス準優勝者のオルガ・モロゾワは、ソビエト連邦の女子テニス選手として史上初のウィンブルドン決勝進出を果たした。モロゾワは1968年と1970年の2度、同じソ連の先輩選手アレックス・メトレベリとペアを組んで混合ダブルス決勝進出があった（2度とも準優勝）。女子シングルス決勝は、全仏オープンに続いてモロゾワとクリス・エバートの対決になり、モロゾワはエバートに決勝2連敗を喫した。